# Río Blanco (vattendrag i Chile, Región de Aisén, lat -45,43, long -72,59)
Río Blanco är ett vattendrag i Chile.   Det ligger i regionen Región de Aisén, i den södra delen av landet, 1 300 km söder om huvudstaden Santiago de Chile.
I omgivningen kring Río Blanco växer i huvudsak blandskog. Området är nästan obefolkat, med mindre än två invånare per kvadratkilometer.